# Parallelostethus
Parallelostethus là một chi bọ cánh cứng trong họ 
Elateridae.
Chi này được miêu tả khoa học năm 1907 bởi Schwarz.

## Các loài
Các loài trong chi này gồm:
- Parallelostethus acutus (Candèze, 1863)
- Parallelostethus attenuatus (Say, 1825)
- Parallelostethus conicipennis (Schwarz, 1902)
- Parallelostethus georgelewisi W. Suzuki, 1985
- Parallelostethus macassariensis Candèze, 1863
- Parallelostethus sakishimensis Ôhira, 1967
- Parallelostethus thoracicus (Fleutiaux, 1918)